# Никандр Мирликийский
Никандр и Эрмет (I век)— священномученики Мирликийские. День памяти — 4 ноября.
Святые Никандр и Эрмет (Ermete или Ermeo) были мучениками из Мир Ликийских. Св. Никандр считается первым епископом Мир Ликийским, учеником святого Тита, бывшего в свою очередь, учеником и близким соратником святого апостола Павла. Святой Эрмет был священником, товарищем св. Никандра в мученичество.
Согласно Римскому Мартирологу на 4 ноября:
A Mira in Licia, nell’odierna Turchia, santi martiri Nicandro, vescovo, e Ermete, sacerdote.